# 假野菰
假野菰（学名：Christisonia hookeri）为列当科假野菰属下的一个种。